# Vaal
La rivière Vaal est le plus grand affluent du fleuve Orange en Afrique du Sud. La rivière prend sa source près de Breyten dans la province de Mpumalanga, à l'est de Johannesburg et à environ 30 km au nord d'Ermelo et à seulement environ 240 km de l'océan Indien. Il coule ensuite vers l'ouest jusqu'à sa confluence avec le fleuve Orange au sud-ouest de Kimberley, dans le Cap Nord. Il fait 1458 km de long et forme la frontière entre le Mpumalanga, le Gauteng et la province du Nord-Ouest sur sa rive nord, et l'État libre au sud.
C'est le troisième plus grand fleuve d'Afrique du Sud après le fleuve Orange (2 200 km de long) et le fleuve Limpopo (1750 km de long) et est établie comme la principale source d'eau de la grande région du Witswatersrand après la ruée vers l'or du 19e siècle. Le barrage Vaal se trouve sur la rivière Vaal à Deneysville, juste au sud de la frontière entre Gauteng et l'État libre. La rivière Vaal est le plus long fleuve entièrement situé à l’intérieur des frontières de l’Afrique du Sud.
Vaal est un nom néerlandais (plus tard afrikaans), traduit par les Griquas ou Boers  à partir d'un Kora Khoekhoe, parfois orthographié Tky-Gariep (dans l'orthographe Khoekhoegowab, c'est ǀHai!garib, rivière terne). Vaal et Tky (dans l'orthographe moderne ǀHai) signifient « terne » ou « terne », ce qui fait allusion à la couleur des eaux, particulièrement visible pendant la saison des crues lorsque la rivière est chargée de limon. Dans son cours supérieur, la rivière était nommée iLigwa (Ndebele), Ikwa ou Igwa (Zoulou), ilikwa (Swati), lekwa (Sotho) ou cuoa par les Khoikhoi, tous en référence à la plaine qu'elle traverse.

## Histoire

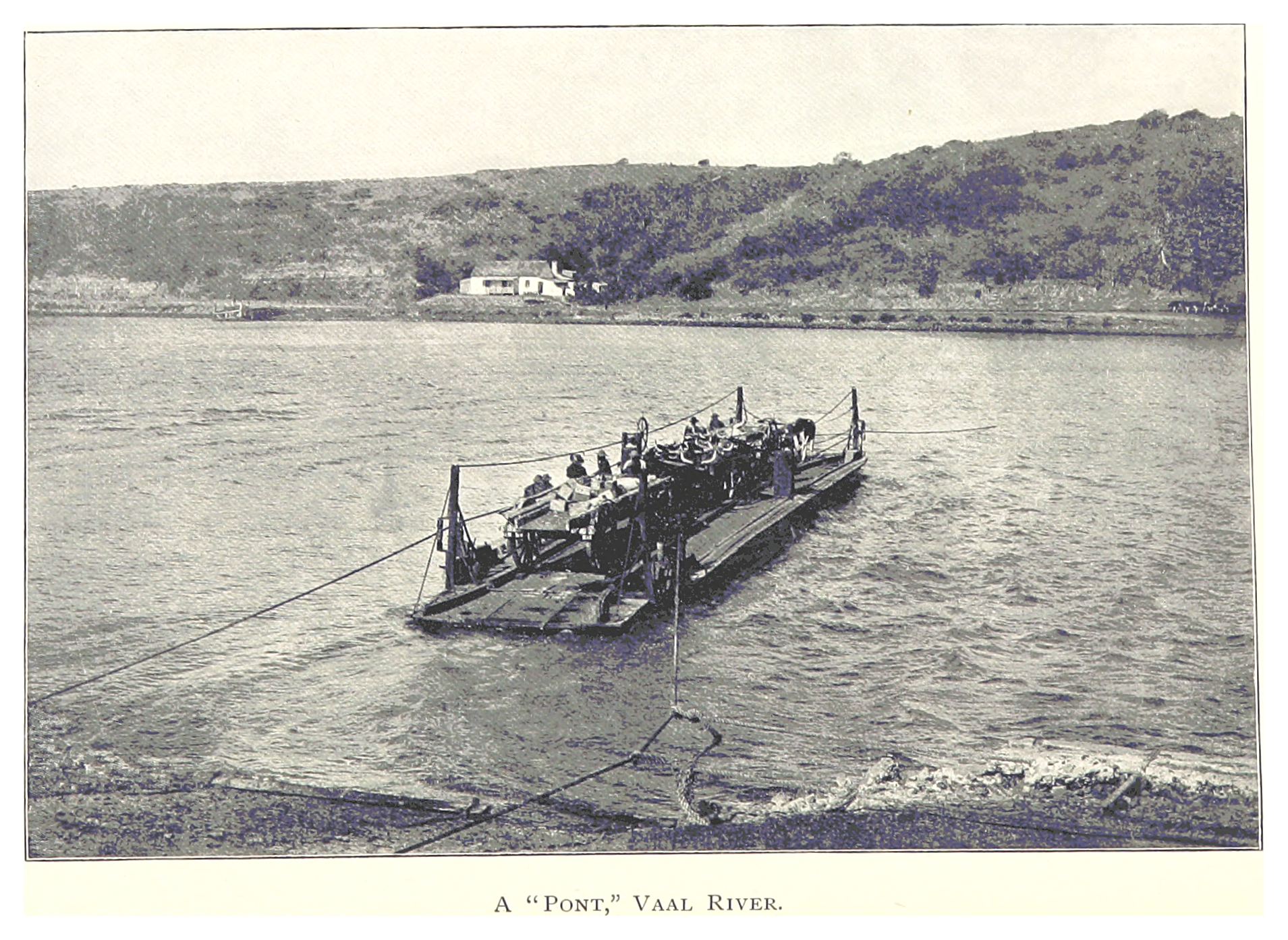
Pont (ferry) sur la rivière Vaal (année 1899)

Historiquement, la rivière formait la frontière nord du royaume Basotho de Moshoeshoe I à son apogée au milieu du 19e siècle, devient alors la frontière entre deux républiques boers : la République sud-africaine (plus tard la province du Transvaal) et l'État libre d'Orange. Le nom géographique « Transvaal » vient du nom de cette rivière, signifiant « au-delà de la rivière Vaal ». Il s'agissait de la colonie du Cap et du Natal, qui étaient à l'époque les principales zones de colonisation européenne et qui se trouvaient au sud du Vaal.
À la fin du XIXe siècle, il y a eu un afflux de personnes migrant vers le Witwatersrand à la recherche d'or. La rivière Vaal deviendra à terme la principale source d'eau du Witwatersrand. La population croissante a d'abord utilisé l'eau des eaux souterraines des puits de Zuurbekom dans le West Rand de Gauteng. À terme, celles-ci se tariraient et les gens auraient besoin d’une nouvelle source d’eau qui pourrait subvenir à leurs activités domestiques, agricoles et industrielles.
Les projets d'approvisionnement en eau sont initialement mis en place par le secteur privé pour faire face à la demande croissante. Il s'agissait notamment du syndicat Vierfontein de la Braamfontein Water Company de 1893 et de la concession Sivewright de 1887 par la Johannesburg Waterworks and Exploration Company. L'eau était chère et largement inaccessible pour la plupart des habitants.

### Rand Water Board
Le Rand Water Board est créé en 1903 pour reprendre les opérations du secteur privé avec pour mandat d'étudier les services durables d'approvisionnement en eau et d'assainissement. L'organisation deviendra pleinement opérationnelle en 1905, fournissant de l'eau en vrac au Witwatersrand. Les membres de l'organisation comprenaient des responsables du conseil municipal de Johannesburg, de la Chambre des mines et d'autres autorités locales du Witwatersrand.
Rand Water a répondu à la pénurie d'eau en imposant des restrictions aux habitants du Witwatersrand en 1913. Il a également développé d’importants projets d’approvisionnement en eau pour répondre à la demande croissante. Entre 1914 et 1998, l'organisation s'est associée à diverses entités gouvernementales et privées pour piloter le projet de la rivière Vaal et le barrage (1914-1924). Le projet de la rivière Vaal était une initiative mise en place pour gérer la distribution de l'eau. Le Rand Water Board a également créé la station de pompage de Vereeniging (1924), la station de pompage de Zwartkopjes, le barrage de Vaal (1938), la station de pompage de Zuikerbosch (1949) et le projet d'eau des hautes terres du Lesotho (1998).

## Bassin de la rivière

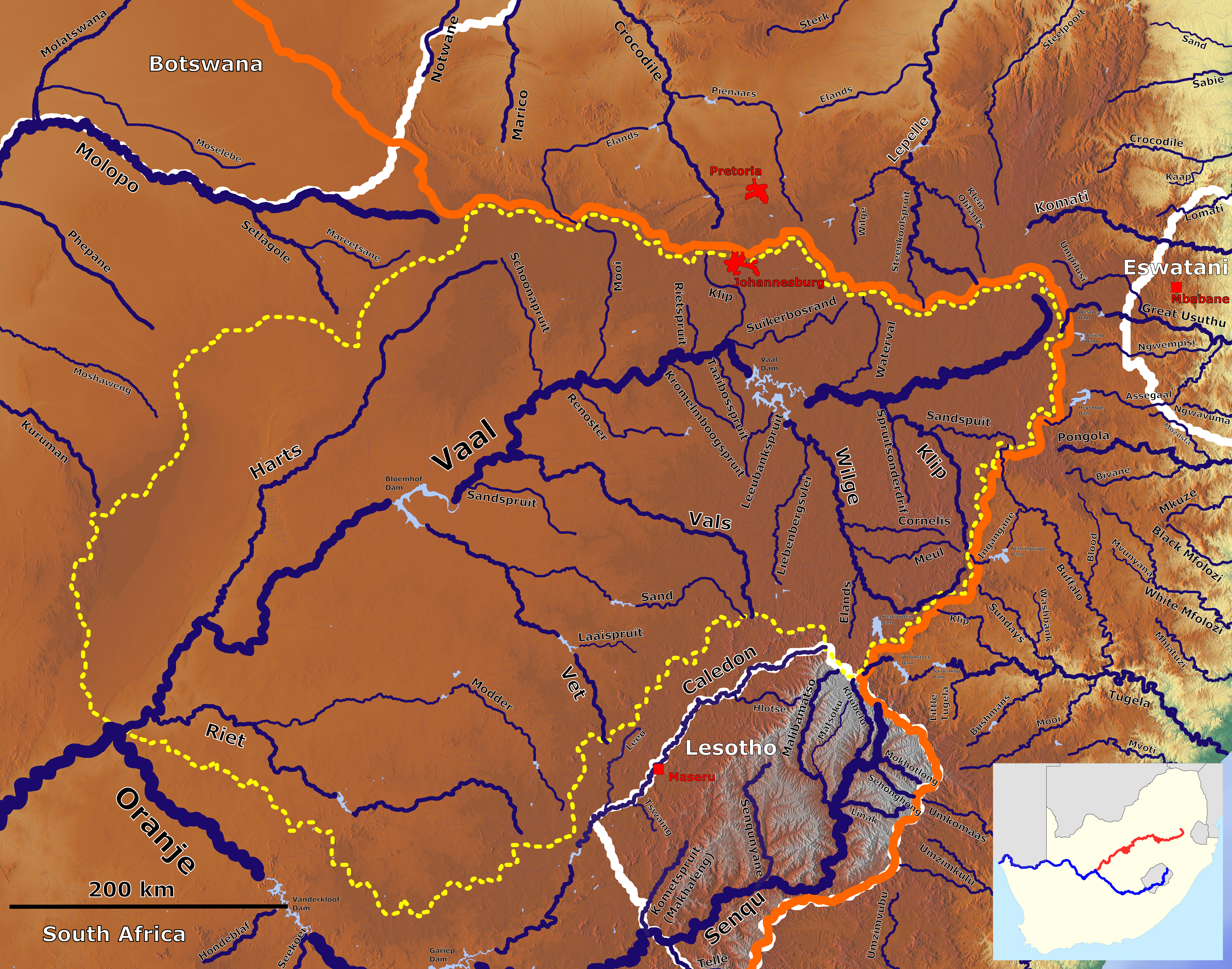
Le bassin de la rivière Vaal. Le bassin du Vaal en jaune et le bassin de l'Oranje en orange.

La pluie et l'eau souterraine s'accumulent dans des cuvettes, des vleis et des ruisseaux et, là où ils se connectent, naît la rivière Vaal qui coule vers l'ouest. La rivière coule vers l'ouest dans le barrage de Grootdraai près de Standerton, Mpumalanga. Sur son cours jusqu'au barrage Vaal à Vereeniging, la rivière est rejointe par un certain nombre d'affluents. La rivière Little Vaal prend sa source dans un escarpement près d'Ermelo. Près de Memel, dans l'État libre, se trouve le point de départ de la rivière Klip. La rivière Watervals commence à Secunda, Mpumalanga. La rivière Wilge rencontrait la rivière Vaal avant la construction du barrage de Vaal en 1938 ; maintenant l'eau coule directement dans le barrage.

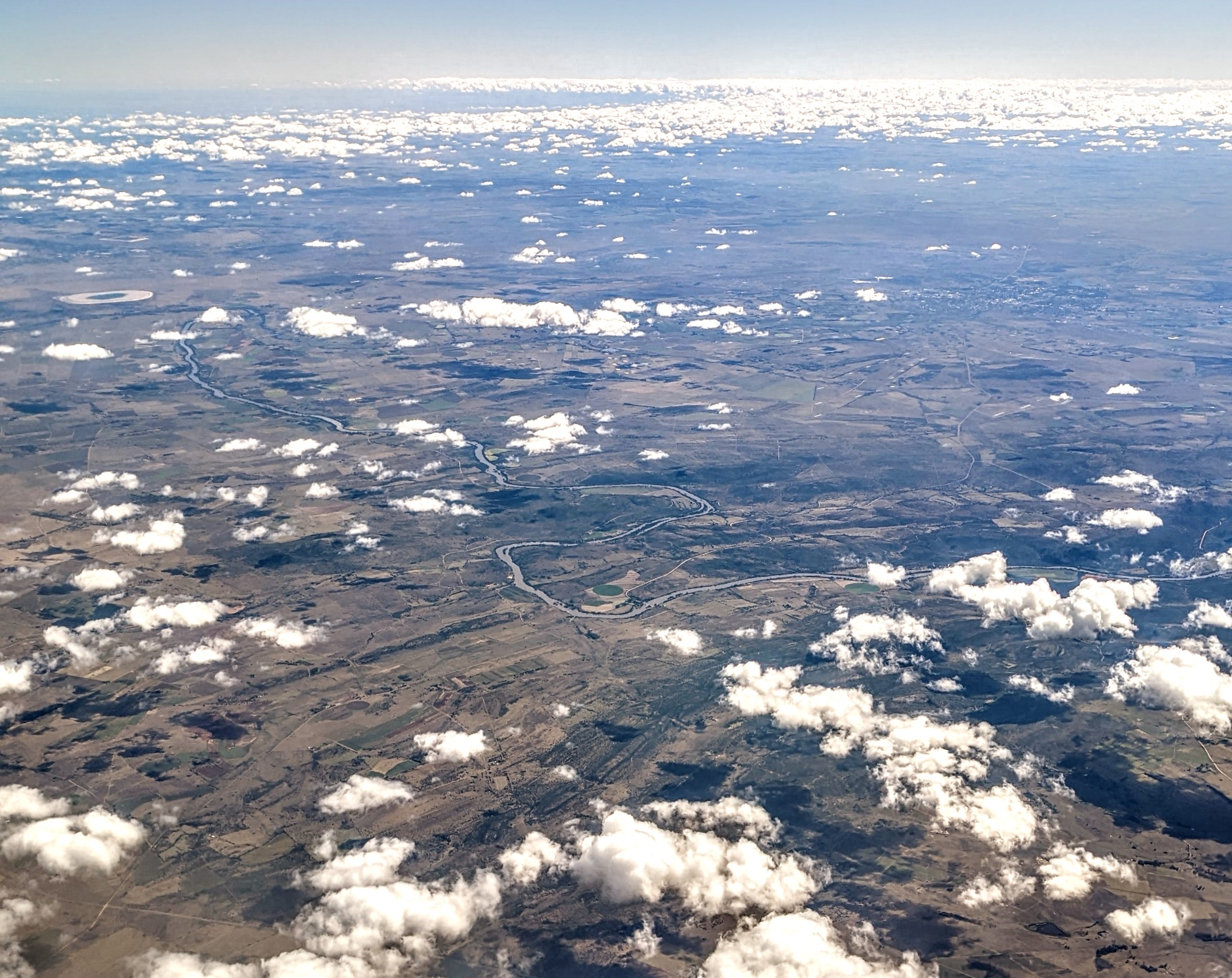
Rivière Vaal près de Venterskroon

### Barrage de Vaal

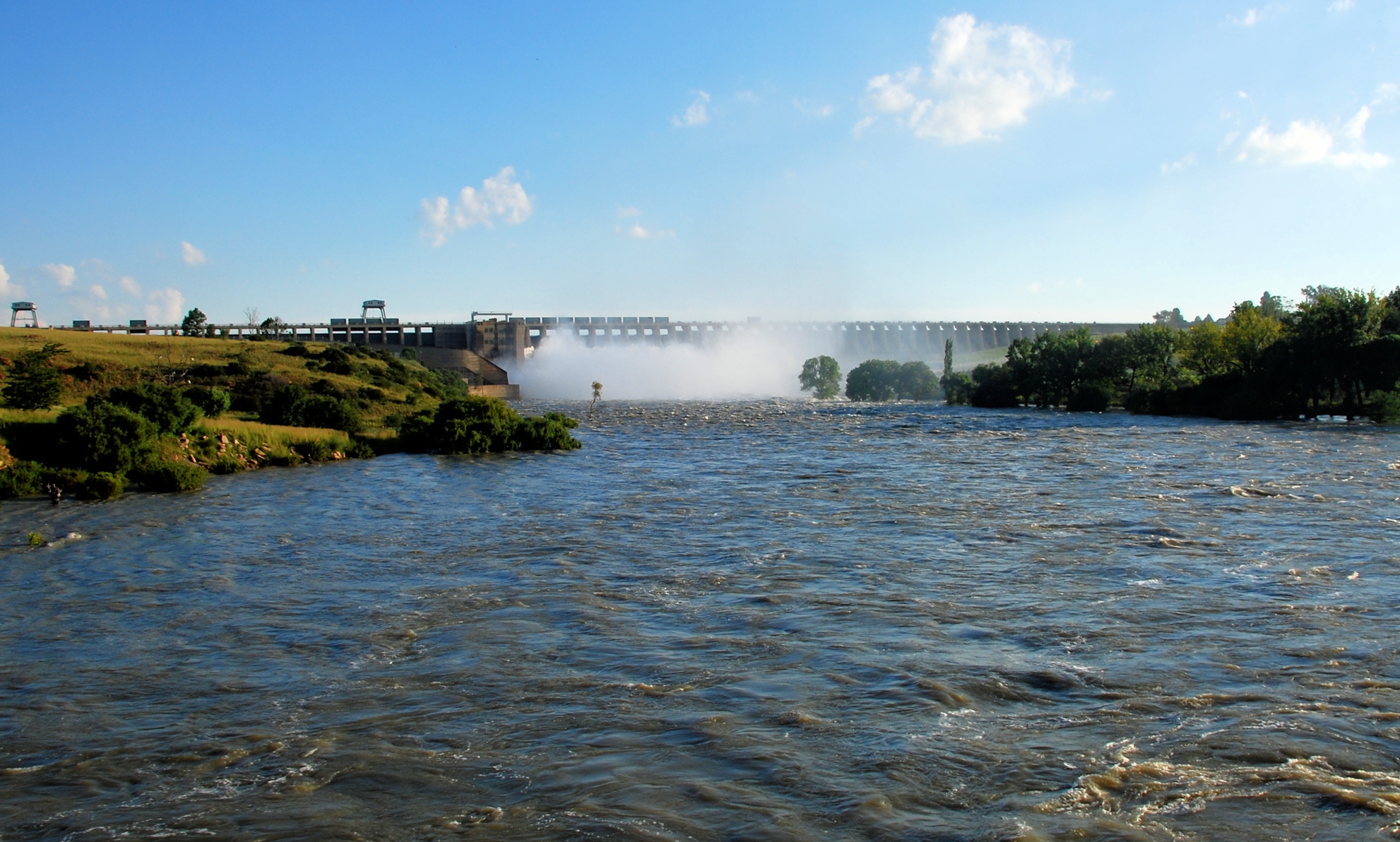
Un barrage Vaal complet en 2010

Le ruissellement de surface de la rivière Vaal étant irrégulier, de grands barrages sont construits le long de son cours pour collecter l'eau. Dans le passé, avant que la rivière ne soit établie comme source officielle d'eau pour une partie du Gauteng, plusieurs petits barrages sont construits par les agriculteurs pour l'irrigation.
Lorsque la construction du barrage de Vaal fut achevée en 1938, le barrage assurait l'approvisionnement en eau tout au long de l'année, même lorsque la rivière n'était pas pleine. Le barrage recevrait de l'eau de différents bassins versants grâce à divers projets.

### Programme de transfert Tugela-Vaal
Deux projets de transfert d'eau sont développés pour approvisionner le cœur économique du pays (alors reconnu comme le complexe Pretoria-Witwatersrand-Vereeniging) en canalisant l'eau vers la rivière Vaal à partir d'autres bassins versants entre les années 1970 et 1990. Il s'agit notamment du projet d'eau des hautes terres du Lesotho et du projet de transfert d'eau Tugela-Vaal du KwaZulu-Natal. Le programme de transfert Tugela-Vaal est achevé en 1974 pour transférer de la rivière Tugela au KwaZulu Natal via des canaux, des pipelines et des barrages vers le système fluvial de Vaal.

### Projet d'eau des hautes terres du Lesotho

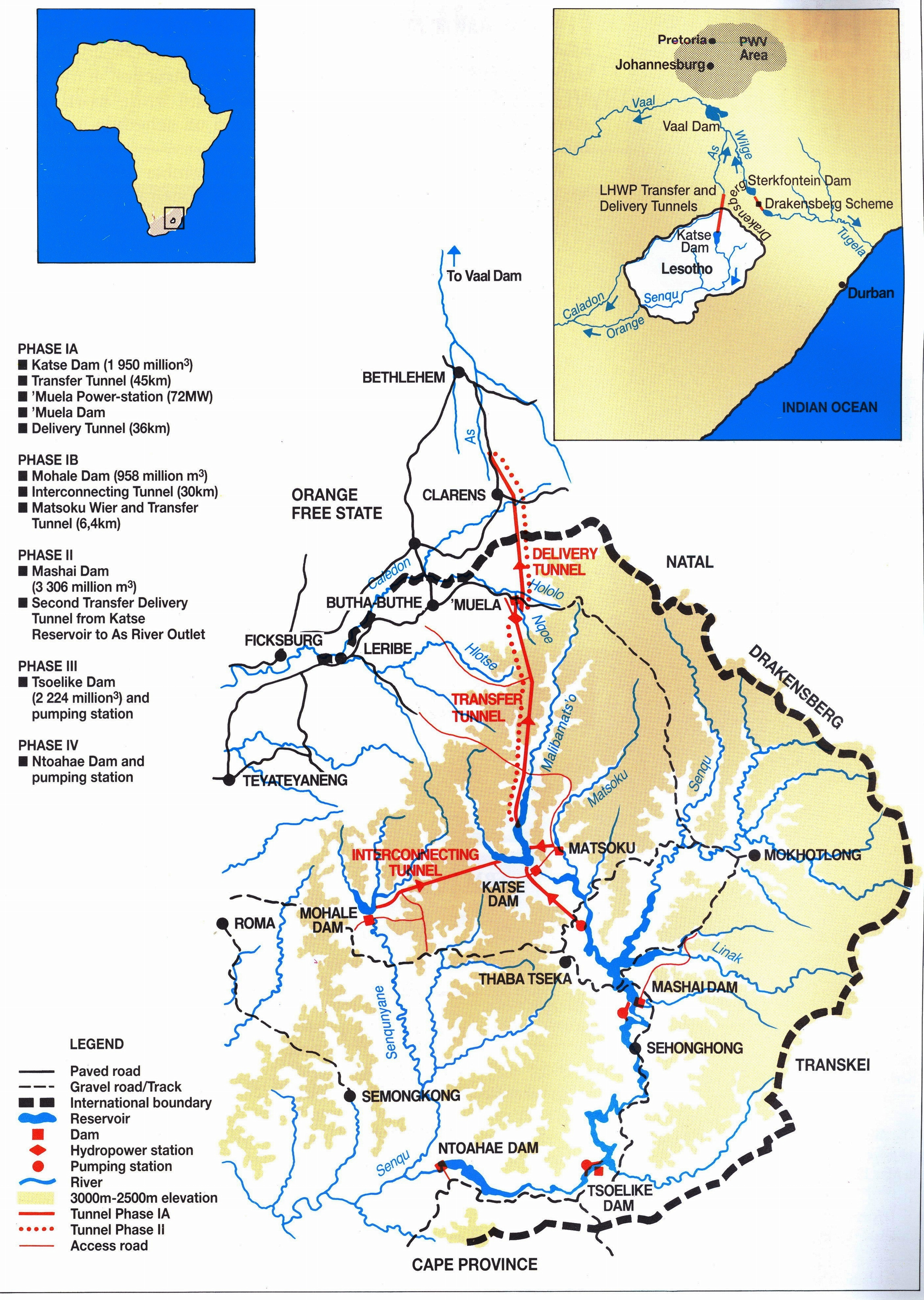
Carte du projet hydraulique des hautes terres du Lesotho

Le projet hydraulique des hautes terres du Lesotho a finalement été lancé en 1997 et impliquerait une construction en trois phases qui augmenterait l'eau du Lesotho vers la rivière Vaal, comprenant quatre barrages majeurs. Dès 1954, le Conseil de développement des ressources naturelles proposa que l'Afrique du Sud reçoive de l'eau du Lesotho voisin. Les négociations entre les deux pays ont débuté à la fin des années 1970. Un traité pour le développement du projet est signé le 24 octobre 1987 par les représentants du Lesotho, de l'Afrique du Sud, de l'Union européenne, des Nations unies et de la Banque mondiale. Le coût était alors estimé à 9,1 milliards de rands pour la seule première phase du projet.
L'Afrique du Sud verse 150 millions de rands au Lesotho chaque année, qu'il utilise ou non toute l'eau fournie.

### Écologie du bassin
Selon Hogan, la partie supérieure du bassin supporte un endémisme élevé chez les reptiles, et plus bas dans le bassin versant se trouvent des niveaux élevés d'endémisme chez les petits mammifères.

## Industrie et agriculture
L'eau est puisée dans le Vaal pour répondre aux besoins industriels de la zone métropolitaine du Grand Johannesburg et d'une grande partie de l'État libre. En 1881, la Kimberley Waterworks Company a fourni de l'eau du Vaal aux champs de diamants du Cap au prix d'un shilling pour 450 L,.
Faisant partie du projet Vaal-Hartz, c'est une source majeure d'eau pour l'irrigation. L'eau tirée du Vaal fait vivre 12 millions de consommateurs dans le Gauteng et ses environs.

## Utilisations actuelles
La majorité de l'eau de la rivière Vaal en amont du barrage de Vaal est utilisée à des fins minières et industrielles telles que les mines de charbon et les activités énergétiques et chimiques de Sasol, ainsi qu'à l'usage urbain et à la production d'électricité. Plus en aval du barrage, l'eau est principalement dédiée aux besoins urbains et, bien que proportionnellement moindre, une part considérable de cette section est également utilisée pour l'exploitation minière et les industries, l'irrigation et la production d'électricité. Le fleuve subit régulièrement une pollution dans son cours supérieur, ce qui affecte les usagers en aval. En 2019, la principale usine de traitement des eaux de la municipalité locale de Lekwa, à Standerton, était en mauvais état et causait des problèmes de pollution chroniques. Pour aider les utilisateurs en aval, de l'eau propre a dû être pompée dans la rivière pour diluer ses niveaux élevés de sel, gaspillant ainsi une grande quantité de cette ressource rare. En 2021, un rapport publié par la Commission sud-africaine des droits de l'homme a révélé que la rivière était polluée au-delà des niveaux acceptables, y compris en raison du déversement d'eaux usées brutes dans la rivière,.

## Tourisme

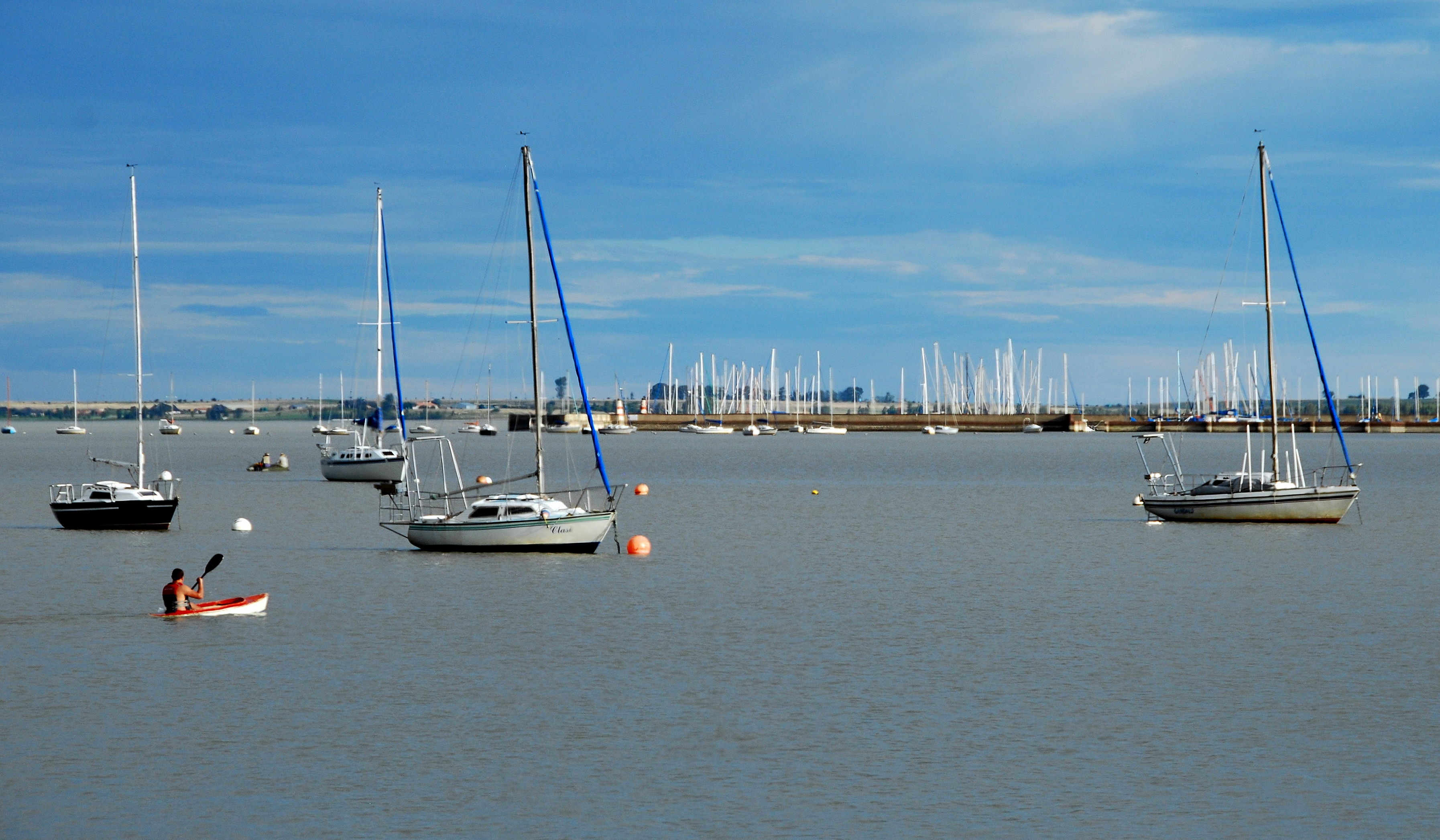
Barrage Vaal à Deneysville

Le Vaal se compose de 50 km d'eau navigable. Le bassin fluvial offre ainsi une palette d'activités nautiques de loisir qui attirent les touristes locaux et internationaux tout au long de l'année. Les activités comprennent la navigation de plaisance, le yachting et le ski nautique.
Deneysville est une ville du côté de l'État libre de la rivière Vaal et est un centre aquatique populaire où les visiteurs peuvent profiter de la natation, du kitesurf, du yachting, du canotage, des croisières en catamaran, du jet ski, de la planche à voile, de la plongée avec tuba et de la pêche.